# Кокубо Лео
Кокубо Лео Браян (яп. 小久保 玲央 ブライアン, нар. 23 січня 2001, Тіба) — японський футболіст, воротар бельгійського клубу «Сент-Трюйден».
Виступав, зокрема, за команду «Бенфіка Б», а також олімпійську збірну Японії.

## Клубна кар'єра
Народився 23 січня 2001 року в місті Тіба. Починав займатися футболом у структурі клубу «Касіва Рейсол», а 2019 року перебрався до академії португальської «Бенфіки».
У дорослому футболі дебютував 2022 року виступами за команду «Бенфіка Б» у другому португальському дивізіоні. 
Влітку 2024 року став черговим японцем, що приєднався до бельгійського «Сент-Трюйдена».

## Виступи за збірні
2017 року дебютував у складі юнацької збірної Японії (U-16), загалом на юнацькому рівні взяв участь у 3 іграх, пропустивши 5 голів.
З 2022 року залучається до складу молодіжної збірної Японії. На молодіжному рівні зіграв у 13 офіційних матчах, пропустив 8 голів.
2024 року включений до лав олімпійської збірної Японії. У її складі — учасник футбольного турніру на Олімпійських іграх 2024 року в Парижі.

## Статистика виступів

### Статистика клубних виступів
Станом на 24 липня 2024
| Сезон             | Команда           | Чемпіонат         | Чемпіонат | Чемпіонат | Національний кубок | Національний кубок | Національний кубок | Континентальні кубки | Континентальні кубки | Континентальні кубки | Інші змагання | Інші змагання | Інші змагання | Усього | Усього | Усього |
| Сезон             | Команда           | Ліга              | Ігор      | Голів     | Ліга               | Ігор               | Голів              | Ліга                 | Ігор                 | Голів                | Ліга          | Ігор          | Голів         | Ігор   | Голів  |        |
| ----------------- | ----------------- | ----------------- | --------- | --------- | ------------------ | ------------------ | ------------------ | -------------------- | -------------------- | -------------------- | ------------- | ------------- | ------------- | ------ | ------ | ------ |
| 2021–22           | «Бенфіка Б»       | 2Л                | 9         | -14       |                    | -                  | -                  |                      | -                    | -                    |               | -             | -             | 9      | -14    |        |
| 2022–23           | «Бенфіка Б»       | 2Л                | 0         | 0         |                    | -                  | -                  |                      | -                    | -                    |               | -             | -             | 0      | 0      |        |
| 2023–24           | «Бенфіка Б»       | 2Л                | 16        | -19       |                    | -                  | -                  |                      | -                    | -                    |               | -             | -             | 16     | -19    |        |
| Усього за кар'єру | Усього за кар'єру | Усього за кар'єру | 25        | -33       |                    | -                  | -                  |                      | -                    | -                    |               | -             | -             | 25     | -33    |        |